# Братська могила радянських воїнів (Великі Межирічі)
У братській могилі села Великі Межирічі Корецького району Рівненської області України поховано рештки солдат Червоної армії, які загинули під час Другої світової війни. Пам'ятка перебуває на державному обліку.

## Історія
Село Великі Межирічі було звільнене від німецьких військ 15 січня 1944 року військовими частинами 112-ї Рильсько-Коростенської стрілецької Червонопрапорної орденів Суворова і Кутузова дивізії під командуванням генерал-майора О. В. Гладкова, частинами 25-го танкового корпусу 13-ї армії під командуванням генерал-майора Ф. Г. Анікушкіна.
Загинуло 87 солдатів, сержантів і офіцерів Червоної армії, які були поховані в братській могилі на території школи-інтернату. Могила утворена в 1952 році після ексгумації і перепоховання з одиночних і братських могил. Поховано 121 особу.
Рішенням виконкому Ровенської обласної ради депутатів трудящих № 102 від 17 лютого 1970 року пам'ятку взято на державний облік.

## Опис
Братська могила розташована на території школи-інтернату, з тильної сторони будівлі. У 1955 році на могилі встановлено фігуру скорботного воїна з вінком в правій руці і каскою в лівій. До постаменту, на якому міститься скульптура, під нахилом прилягають дві плити з переліком прізвищ загиблих воїнів та присвячувальним текстом. На одній з плит висічений напис: «38 неизвестных военнослужащих».